# DFW C-Typen
Die DFW C-Flugzeuge waren einmotorige Kampfflugzeuge der Deutschen Flugzeug-Werke (DFW). Unter diesen Flugzeugen war die C.V, auch als Aviatik C.VI bezeichnet und in großen Stückzahlen gefertigt, einer der erfolgreichsten Zweisitzer der Fliegertruppe des Deutschen Heeres während des Ersten Weltkriegs.

## Entwicklung
Mit dem Übertritt von Willi Sabersky-Müssigbrodt von den liquidierten Gustav Otto Flugmaschinenwerken in München kamen neue Ideen in das Konstruktionsbüro der DFW, in dem Heinrich Oelerich und Hermann Dorner bereits die erfolgreichen DFW B.I und B.II und danach auf gleicher Basis einige weniger spektakuläre C-Flugzeuge konstruiert hatten. Der DFW C.I (Werksbezeichnung KD15) unterschied sich vom B.I durch den stärkeren Motor, beließ jedoch immer noch den Beobachter ungünstig platziert vor dem Piloten. In die obere Tragfläche war allerdings eine Aussparung eingelassen, auf der der Beobachter wenn er sich in seiner Führerkanzel aufrichtete, sich mit einem beweglich angebrachten Parabellum-MG zur Wehr setzen konnte.
Der DFW C.II war eine etwas verkleinerte Abwandlung der C.I, hatte jedoch nunmehr gerade gezogene und leicht gestaffelte Tragflächen, war jedoch weniger stabil als sein Vorgänger gebaut; es ist unklar, ob das Flugzeug in den Einsatz gelangte.
Über eine C.III ist nichts bekannt. 1916 modifizierten die Ingenieure den Rumpf und bauten auf dieser Basis die C.IV, die auch von Aviatik in Lizenz gebaut wurde.
Da sich der Motor als zu schwach erwies, bestückte man die Maschine mit dem nun verfügbaren 200 PS starken Benz-Bz-IV-Motor mit Windhoff-Seitenkühlern. Auch die Steuerflächen wurden modifiziert. Das Flugzeug, als DFW C.V bezeichnet, hatte im Mai 1916 seinen Erstflug und wurde trotz Schwierigkeiten bei der Abnahmeprüfung im Juni/Juli 1916 ab August 1916 in Serienfertigung genommen. Im Oktober erfolgte eine Bestellerhöhung auf 1.000 Maschinen und so wurde das Flugzeug auch von BFW (Bayerische Flugzeugwerke, 300 Flugzeuge), LVG (250 Flugzeuge), Halberstadt (75 Flugzeuge) und Aviatik (150 Flugzeuge) nachgebaut, dort unter der Bezeichnung Aviatik C.VI.
Über Typen oder Prototypen C.VI oder C.VII ist nichts bekannt. 1918 tauchte jedoch die DFW C.VIII (F37) auf, ebenfalls mit 200-PS-Motor Benz Bz.IV, aber in den Abmessungen wesentlich kleiner und leichter als die D.V. Das Flugzeug erreichte damit eine Höhe von 6.000 m, mit der einsitzigen Testversion DFW C.VIII (F37 III) mit modifiziertem Leitwerk und Querrudern und 250-PS-Motor BMW IV erzielte Oberleutnant Diemer am 11. Mai 1919 einen Höhenrekord von 9.620 m.
Es gab allerdings auch noch ein Schulflugzeug DFW CVc. Es war mit einem 185-PS-NAG-Motor ausgestattet.

## Einsatz

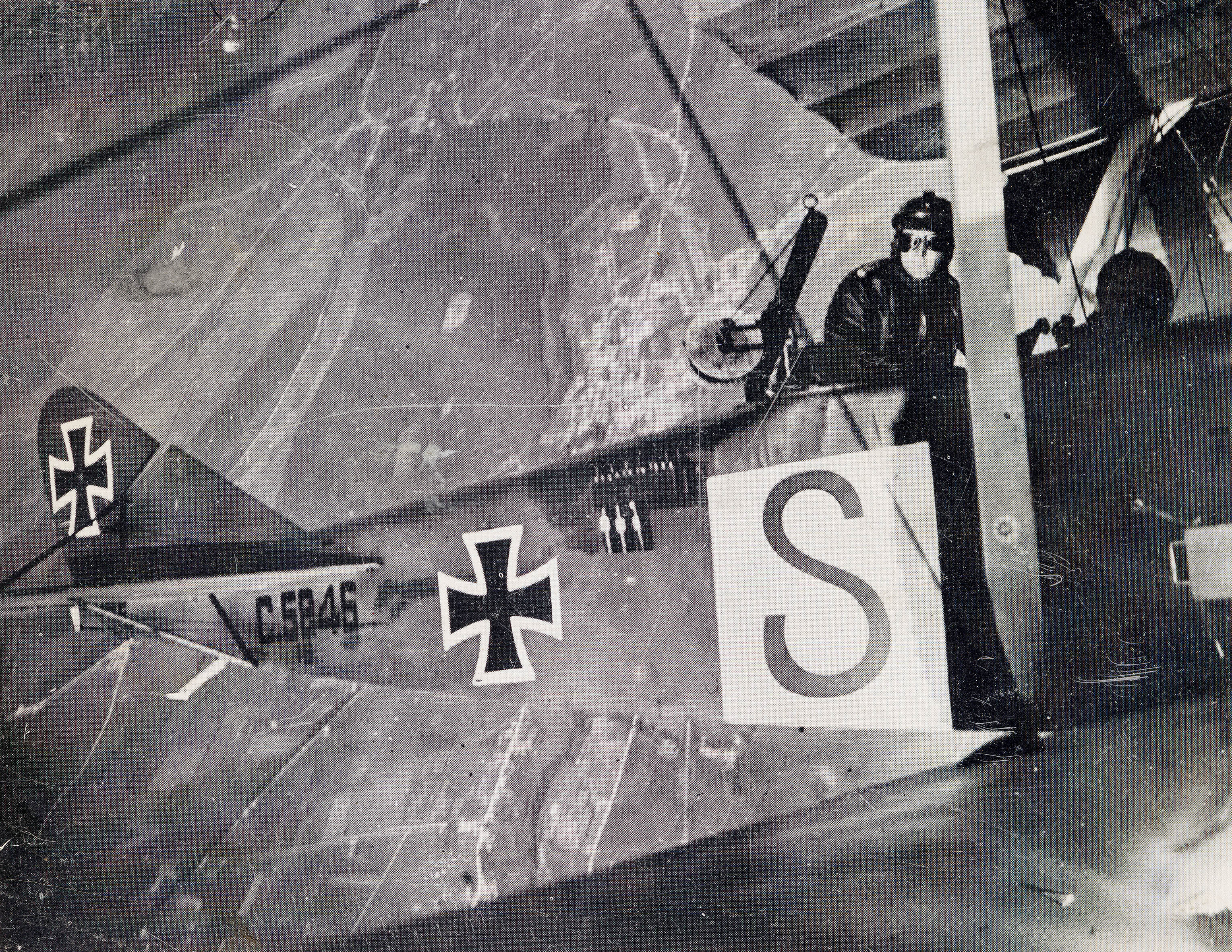
Spektakuläres Flugbild einer DFW C.V (Aviatik) mit Maschinengewehr LMG-14 „Parabellum“

Die DFW C.I gelangte in kleiner Zahl 1915/16 in den Einsatz.
Der Einsatz der C.IV, die ab Frühling 1916 ausgeliefert wurde, stand deutlich im Schatten der sehr erfolgreichen DFW C.V. Diese kam ab Sommer 1916 an die Truppe, war bei den Piloten sehr beliebt, da gut in der Handhabung und bei Start und Landung sowie zuverlässig, stabil, steigfähig und schnell.
Die C.V diente dank ihres ausreichenden Platzangebots für Ausrüstung und Bewaffnung auch als leichter Bomber, Fotoaufklärer und Begleitschutzflugzeug. Sie galt als eines der besten deutschen Flugzeuge der C-Klasse und konnte sich auch im Luftkampf gegen feindliche Jäger gut behaupten. Das Flugzeug wurde in sehr großen Stückzahlen bis Kriegsende hergestellt und eingesetzt. Ende 1917 waren ca. 1.000 Flugzeuge, bei Kriegsende immer noch 600 im Einsatz. Die bulgarische Flugzeugabteilung erwarb sechs DFW C.V 1917, die 1920 durch die Alliierte Kontrollkommission gemäß den Bedingungen des Friedensvertrags zerstört wurden.
Über den Einsatz der übrigen C-Typen ist wenig bekannt.

## Technische Daten
| Kenngröße                       | DFW C.I (KD15)                | DFW C.II                      | DFW C.IV (T25)                | DFW C.V (T29)                 | DFW C.VIII (F37)              |
| ------------------------------- | ----------------------------- | ----------------------------- | ----------------------------- | ----------------------------- | ----------------------------- |
| Lieferung                       | 1915                          | 1915                          | 1916                          | 1916                          | 1918                          |
| Stückzahl                       | ~130                          |                               |                               | ~3000                         |                               |
| Besatzung                       | 2                             | 2                             | 2                             | 2                             | 1                             |
| Länge                           | 8,04 m                        | 7,02 m                        | 7,90 m                        | 7,90 m                        | 7,00 m                        |
| Spannweite                      | 14,00 m                       | 11,25 m                       | 13,30 m                       | 13,27 m                       | 13,60 m                       |
| Höhe                            | 3,18 m                        |                               | 3,30 m                        | 3,30 m                        | 2,80 m                        |
| Flügelfläche                    | 40,00 m²                      | 33,00 m²                      | 42,2 m²                       | 42,2 m²                       | 38,0 m²                       |
| Höchstgeschwindigkeit           | 130 km/h                      | 140 km/h                      | 135 km/h                      | 155 km/h                      |                               |
| Leermasse                       | 800 kg                        | 725 kg                        | 720 kg                        | 970 kg                        | 800 kg                        |
| Startmasse                      | 1140 kg                       | 1235 kg                       | 1230 kg                       | 1430 kg                       |                               |
| Steiggeschwindigkeit auf 1000 m |                               |                               |                               | 4 min                         |                               |
| Steiggeschwindigkeit auf 3000 m |                               |                               |                               | 16:30 min                     |                               |
| Steiggeschwindigkeit auf 5000 m |                               |                               |                               | 49 min                        |                               |
| Dienstgipfelhöhe                | 3000 m                        | 4000 m                        |                               | 5000 m                        | 6000 m                        |
| Flugdauer                       |                               |                               |                               | 4:30 h                        |                               |
| Reichweite                      | 350 km                        |                               | 400 km                        | 500 km                        |                               |
| Triebwerk                       | ein Sechszylinder-Reihenmotor | ein Sechszylinder-Reihenmotor | ein Sechszylinder-Reihenmotor | ein Sechszylinder-Reihenmotor | ein Sechszylinder-Reihenmotor |
| Typ                             | Benz Bz III, 150 PS (110 kW)  | Benz Bz III, 150 PS (110 kW)  | Benz Bz III, 150 PS (110 kW)  | Benz Bz IV, 220 PS (162 kW)   | Benz Bz IV, 220 PS (162 kW)   |
| Bewaffnung                      | 1 MG, Bomben                  | 1 MG, Bomben                  | 2 MG, Bomben                  | 2 MG, 100 kg Bomben           |                               |

## Nachkriegsverwendung
Viele C.IV überlebten den Krieg und wurden zu Verkehrsflugzeugen umgebaut.
Zwei DFW C.V. wurden in der finnischen Luftwaffe von 1918 bis 1921 verwendet. Viele weitere Luftstreitkräfte verwendeten diesen Typ nach dem Krieg.
1925–1926 wurden in der bulgarischen Staatlichen Flugzeugwerkstatt DAR (Darschawna Aeroplanna Rabotilniza) in Boschuriste bei Sofia unter der Leitung des deutschen Ingenieurs Hermann Winter acht Nachbauten der DFW C.V als DAR Uzunow-1 gebaut.
Heute ist nur noch der Rumpf einer DFW C.V(Av) im Polnischen Luftfahrt-Museum Krakau erhalten. Die bei mit der Auftragsnummer C 17077/17 bei Aviatik gebaute Maschine mit der Werknummer 473 gehört zum im Zweiten Weltkrieg ausgelagerten Bestand der Deutschen Luftfahrtsammlung Berlin; eine Rückgabe dieser sowie der übrigen Flugzeuge aus diesen Beständen wird von polnischer Seite abgelehnt.